# Cooperare
Cooperarea este procesul unor grupuri de organisme care lucrează sau acționează împreună pentru beneficiul comun, în loc de a acționa în competiție pentru beneficiu egoist.